# Рафаель Бобан
Рафаель «Ранко» Бобан (хорв. Rafael "Ranko" Boban; нар. 22 грудня 1907 — зник у 1945) — полковник Усташівської войниці, генерал Хорватських збройних сил, командир «Чорного легіону» усташів часів Другої світової війни. Належав до кола найбільш довірених соратників Анте Павелича. Далекий родич першого президента Хорватської республіки Герцег-Босни Мате Бобана.

## Життєпис

### Ранні роки життя
Народився 22 грудня 1907 року в селі Совичі поблизу містечка Груде, що тоді перебувало під владою Австро-Угорщини (кондомініум Боснія і Герцеговина). За походженням герцеговинський хорват римо-католицького віросповідання. До вступу влітку 1932 року в усташівські підрозділи, розташовані в Італії, служив офіцером у Королівській югославській армії. У вересні 1932 року повернувся в Хорватію та взяв участь в очоленому усташами Велебітському повстанні проти югославської влади. Після цього поїхав до контрольованого Італією Задара, де шукав притулку та прохав надати йому італійське громадянство. У травні 1934 року вождь усташів Анте Павелич присвоїв Бобану звання сержанта усташів, і він увійшов до найближчого оточення Павелича. Наступного року Бобан став заступником командира роти Королівської італійської армії, дислокованої в Ліпарі, а потім переведеної в Калабрію. На початку грудня 1937 року італійська влада заарештувала його та інших усташів за підозрою у плануванні вбивства югославського прем'єр-міністра Мілана Стоядиновича. Незабаром їх усіх звільнили.

### Друга світова війна
Після створення Незалежної Держави Хорватія у квітні 1941 року Бобан повернувся в Хорватію і вступив до лав Усташівської войниці. З 250 усташами під своїм командуванням він виїхав у Купрес, де влаштував масове вбивство місцевих сербів.
Під час червневого повстання 1941 року в східній Герцеговині Бобан входив до групи усташівських офіцерів на чолі з Мійо Бабичем, які прибули на підмогу військам усташів, що наступали на сербських повстанців. Їхньою метою було придушити повстання та повністю винищити сербське населення. 3 липня 1941 року Бобан командував однією з трьох головних груп усташівських сил, які атакували повстанців уздовж лінії: Вранькук—Рупари—Трусина—Шушнятиця. 24 липня 1941 року Бобан командував загоном усташів із Меджугор'я та Читлука, який захопив у полон 20 сербських селян із села Бачевичі та вбив їх у Меджугор'ї, кинувши їхні тіла у принагідну яму.
У листопаді його підвищили до звання капітана, а згодом він став командиром «Чорного легіону» разом із Юре Францетичем. Після смерті останнього в грудні 1942 року Бобан прийняв повне командування легіоном. Устаська пропаганда називала його природним наступником Францетича. Під орудою Бобана легіон діяв у різних куточках НДХ.
У грудні 1944 року Бобан отримав звання генерала і того місяця очолив розташовану в Подравині 5-ту дійову бригаду усташів Збройних сил Незалежної Держави Хорватії. Тієї ж осені він відповідав за охорону взятих під варту у Копривниці політиків Младена Лорковича та Анте Вокича. До квітня 1945 року носив звання полковника Усташівської войниці. У травні того ж року разом з усташами відступив в Австрію і вкупі з Павеличем і В'єкославом Лубуричем буцімто успішно дістався Бляйбурга.

### Версії подальшого життя
Існує багато версій про те, що з ним сталося далі. Одна з них стверджує, що він загинув у Подравині в 1945 або 1946 році в боротьбі з партизанами. Друга твердить, що він поліг у боях у Герцеговині в лавах «хрестоносців» у 1947 році. Також є розповіді про те, що він переїхав в Аргентину, а потім у США, де вступив до армії Сполучених Штатів і воював із комуністичними силами в Корейській війні. Там він нібито втратив руку, вийшов у відставку та повернувся у США, після чого переїхав в Австрію, де й помер. Відомо лише, що в ході відновлення уряду НДХ у вигнанні 1951 року Анте Павелич призначив Бобана міністром збройних сил (оборони), хоча й за відсутності останнього. 
Відомий хорватський історик д-р Здравко Діздар, за його власними словами, володіє листом Бобана, який той надіслав своїй дружині і де зазначено, що як борець із комуністами він брав участь у лавах армії США в Корейській війни, а після виходу у відставку як офіцер армії США жив в Ірландії до смерті.

## Вшанування
Під час Боснійської війни на честь Бобана було названо бригаду Хорватської ради оборони з Груде, відому як 6-та бригада ім. лицаря Ранка Бобана, яку згодом реорганізували в 40-й домобранський полк ім. Ранка Бобана. Також іменем Бобана 1991 року було названо батальйон Хорватських оборонних сил (ХОС) — 9-й батальйон ім. Рафаеля лицаря Бобана. 1-й батальйон ХОС із Лівна теж дістав назву «імені Рафаеля лицаря Бобана», але пізніше її змінили на «імені Івана лицаря Брдара». Його ім'я носить одна з вулиць у Груде — вулиця Лицаря Ранка Бобана. Його фотографіями прикрашено римо-католицьку церкву в герцеговинському селі Бобані.
У липні 2022 року двадцять п'ять із тридцяти п'яти депутатів міської ради Мостара проголосували за зміну назв вулиць, іменованих на честь діячів, пов'язаних із фашистським рухом усташів Другої світової війни, серед яких Бобан, Міле Будак, Младен Лоркович, Анте Вокич, Джуро Спужевич, Юре Францетич та Іво Зеленек. Це рішення привітали посольство Сполучених Штатів у Боснії і Герцеговині та Верховний представник щодо Боснії й Герцеговини Крістіан Шмідт.

## Виноски
1. 1 2 3 4 5 6  Dizdar, 1997, с. 42.
2. ↑  Tomasevich, 2001, с. 378—379.
3. ↑  Pinson, 1996, с. 142.
4. ↑  (Damjanović, Tomić та Ćosić, 2000, с. 316):"У јуну 1941. године, одред од двеста педесет усташа под командом Рафаела Бобана и Авде Волудера, дошло је у Купрес.
5. ↑  (Despot, 2007, с. 162)
6. ↑  (Strugar, 1997, с. 709):"пристигла је у помоћ група усташких официра са "поглавним побочником" Мијом Бабићем. У тој групи налазилу су се још и Антон Подгорелац, „почасни припадник" поглавникове бојпе и поручник Рафаел Бобан, натпоручник Анте Перковић, Крешо Тоногал итд...
7. ↑  (Мирковић, 2005, с. 196):" У Столац и Берковиће дошли су најближи сарадници Павелића: Мијо Бабић, Рафаел Бобан, Антун Зличарић и Херман Тогонал да се договоре о гушењу устанка у источној Херцеговини и потпуном уништењу српског становништва"
8. ↑  (Skoko, 1991, с. 175)
9. ↑  (Skoko, 1991, с. 244):"Dvadeset četvrtog jula stradali su odrasli muškarci sela Baćevića. Toga dana pred veče, ovo selo je blokirala grupa ustaša iz Međugorja i Čitluka, kojom je komandovao jedan od najistaknutijih ustaških rasova - Rafael Boban, .... Bobanova grupa je uhvatila 20 ljudi srpske nacionalnosti iz sela Baćevića...Docnije se saznalo da su odvezeni do jame u Međugorju i tamo, »na razne načine«, poubijani i bačeni u mračni ponor provalije. "
10. 1 2  Tomasevich, 2001, с. 422.
11. ↑  Yeomans, 2011, с. 202.
12. ↑  Див.:
  - Dizdar, 1997, с. 42;
  - Tomasevich, 2001, с. 422.
13. ↑  Dorril, 2002, с. 336.
14. ↑  Žanić, 2007, с. 489.
15. ↑  Sells, 1998, с. 106.
16. ↑  Kurtic 15 липня 2022.